# النهر الكبير الجنوبي

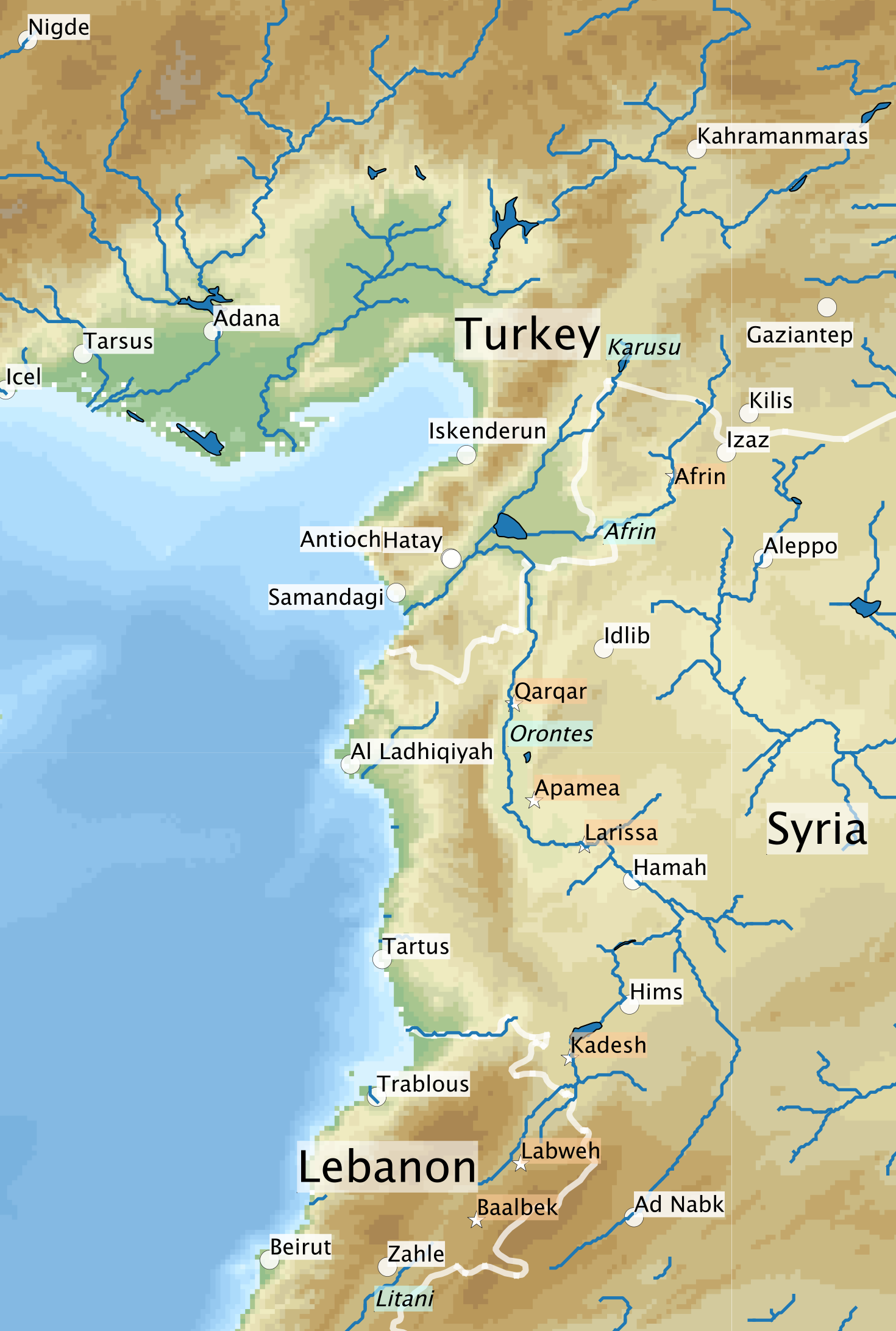
خريطة لجزء من بلاد الشام. الخطوط الزرقاء عبارة عن أنهار، والخطوط البيضاء هي الحدود السياسية بين الأقطار. نهر ألوتارس (النهر الكبير) هو نهر قصير نسبيًا يشكل جزءًا من الحدود السورية اللبنانية، ويتدفق إلى البحر المتوسط تقريبًا بين مدينتي طرابلس وطرطوس.

النهر الكبير الجنوبي (ويعرف في لبنان باسم النهر الكبير) هو نهر في لبنان وسوريا يصب في البحر الأبيض المتوسط عند قرية العريضة اللبنانية. يبلغ طول النهر 77.8 كـم (48.3 ميل)، ويبلغ حوضه 954 كـم2 (368 ميل2).  ينبع من عين الصفا في لبنان ويتدفق عبر فجوة حمص مشكلا الجزء الشمالي من الحدود اللبنانية-السورية.

## أهميته التاريخية
في العصور الفينيقية القديمة، كان النهر يُعرف باسم ألوتارس (باليونانية Ελεύθερος إليوثروس، Ελευθερίς ألوتارس، ويعني "حر"). حدد النهر الحدود بين الإمبراطوريتين السلوقية والبطلمية خلال معظم القرن 3 قبل الميلاد. 
ذكر النهر يوسيفوس وفي سفر المكابيين الأول الفصل 11 الآية 7 والفصل 12 الآية 30.